# Cymatosyrinx fritillaria
Cymatosyrinx fritillaria é uma espécie de gastrópode do gênero Cymatosyrinx, pertencente à família Drilliidae.